# Santeria

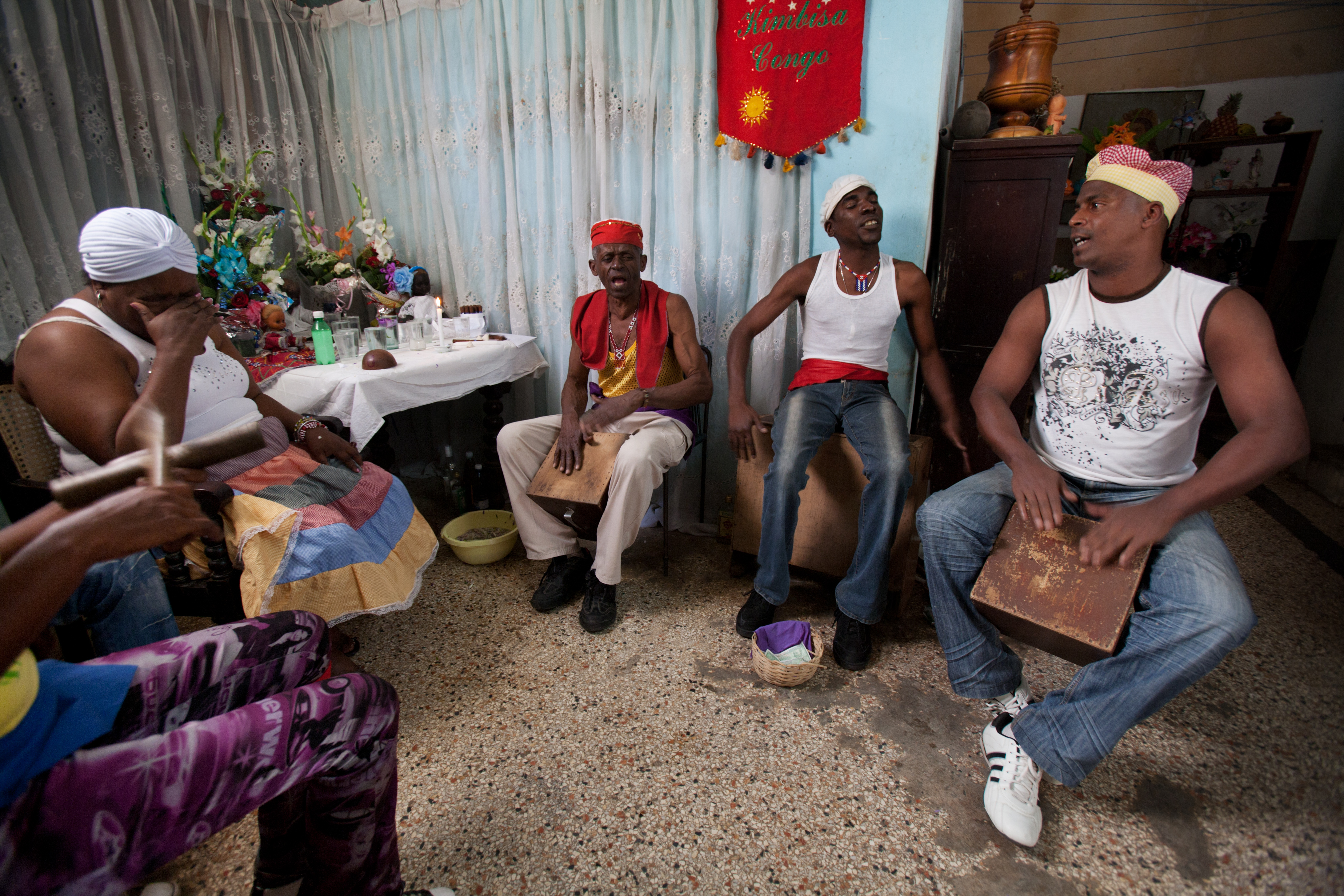
Un gruppo di seguaci esegue la cerimonia Cajón de Muertos all'Avana nel 2011

La santeria (santería secondo la grafia spagnola) nasce dal sincretismo di elementi della religione cattolica con altri della religione tradizionale yoruba, praticata dagli schiavi africani e dai loro discendenti a Cuba, in Brasile, Porto Rico, Repubblica Dominicana, Panama e anche in luoghi con molti immigrati latinoamericani negli Stati Uniti (come Florida, New York e California).
Il termine "santeria" è stato coniato dagli spagnoli per denigrare quella che a loro pareva un'eccessiva devozione ai santi da parte dei loro schiavi, che non comprendevano il ruolo essenziale di Dio nella religione cattolica. Questo atteggiamento nacque da una costrizione imposta loro dagli schiavisti: la proibizione tassativa, pena la morte, di praticare le proprie religioni animiste, provenienti dall'Africa occidentale, li costrinse ad aggirare il divieto e celando dietro l'iconografia cattolica i loro dèi, così da adorarli liberamente.
I santeri cubani preferiscono utilizzare altri nomi per il proprio credo, come lukumì o ancor meglio regla de Ocha.

## Quadro storico
La santeria cubana, forma religiosa politeista, ha ricevuto un nuovo impulso alla fine dell'Ottocento con il ritorno in Africa di alcuni schiavi liberati. Nel XX secolo un nuovo impulso è dato dalla rivoluzione cubana del '59. Due le conseguenze di rilievo: l'esportazione del culto nell'America Settentrionale e in secondo luogo il nulla osta del regime castrista alla pratica di questa religione per motivi ideologici anche in funzione anti-cattolica e di valorizzazione della cultura popolare e delle classi più povere, che per forza di cose erano d'origine afroamericana. Infine il crollo del Muro e la conseguente apertura al turismo, soprattutto europeo, ha portato alla diffusione del culto anche nel Vecchio Continente, sia tramite l'emigrazione cubana, sia attraverso i visitatori europei rimasti affascinati dalle pratiche e dai culti della santeria.

## Influenze culturali e rituali
L'influenza della santeria sulle espressioni culturali tipicamente cubane è marcata soprattutto nell'ambito della danza e della musica. I generi musicali afro-cubani (prima di tutto nella Rumba che è la danza più strettamente legata alle radici africane, ma anche mambo alla salsa, forse meno il son cubano) risentono fortemente delle figure ritmiche e sincopate utilizzate nei raduni rituali ad esempio a base di tamburi in onore del dio, o santo, Changò. Brano simbolo che racchiude tutta la magia della santeria è ¿Y qué tú quieres que te den?, del maestro Adalberto Alvarez inframezzato da canti in lingua yoruba, stessa lingua con cui ancora si officiano i riti. La danza altrettanto si ispira ai riti d'origine yoruba. Ogni santo ha un suo caratteristico movimento che lo distingue dagli altri. Il regime cubano considera queste espressioni artistiche un patrimonio culturale della nazione e le ha quindi elevate a livello accademico, rivalutandone l'importanza anche per una questione ideologica. La santeria infatti rappresenta un valido strumento di contrapposizione al cattolicesimo. Grazie a ciò sono diventati famosi nel mondo gruppi di canto e danza folklorici, quali il Conjunto folklorico nacional, Los muñequitos de Matanzas, Yoruba andabo e il compositore Lazaro Ros.
Gli adepti della santeria a Cuba, pur ammettendo le similitudini e le comuni origini con candomblé e macumba brasiliani e il vudù haitiano, sostengono di non praticare la magia nera, ma solo quella bianca. In pratica esclusivamente divinazione, e riti per favorire successi in amore, in ambito economico e di salvaguardia della salute o nella cura di malattie. Litanie e formule liturgiche sono presumibilmente in lingua yoruba (della famiglia di lingue nigero-congolesi) che in realtà pochi capiscono (ma recitano a memoria) e le pratiche private sono improntate sul culto dei morti e degli antenati ai quali si riserva un angolo della casa e si offrono cibo e bevande, specifiche per ogni santo. Presente anche il concetto induista-buddista della reincarnazione, in particolare per chi non pratica i rituali. Ci sono poi i rituali collettivi accompagnati dai tamburi con fenomeni di possessione, trance, ecc.

## Divinità
Le principali divinità della santeria cubana sono comunque simili se non identiche a quelle delle altre religioni afro-americane. Si tratta di una sorta di pantheon dove però, oltre alle varie divinità, si trovano dei concetti astratti a dimostrazione di un discreto livello di sviluppo religioso, filosofico e metafisico. Ad esempio la triade Olofi-Olodumare-Olorun che semplificando sono il dio della terra, il creatore e il dio del cielo (una sorta di trinità). Sono fonte dell'aché, il dono, la grazia, l'energia spirituale. Per alcuni non si tratta di una trinità, ma di un dio unico, quindi la santeria sarebbe una religione monoteista, e i rimanenti orisha dei semidei (esseri umani che in vita hanno fatto grandi cose e una volta morti sono stati eletti al rango di divinità) che impersonificano la natura con funzione di messaggeri della divinità primordiale. Questi ultimi (circa 400 nella religione originale Yoruba, una quarantina nella santeria, di cui solo una quindicina quelli conosciuti dalla maggioranza dei fedeli) ricordano per contro parecchio la mitologia greca con le varie divinità antropomorfe in guerra, che si rubano le compagne, si vendicano, stuprano, si alleano e si proteggono vicendevolmente. I racconti mitologici di queste divinità, non di rado in contraddizione tra di loro, sono chiamati patakìn e sono di notevole interesse antropologico.
Alcuni dei principali santi (orisha) della Santeria cubana semplificando sono:
- Elegguà: dio protettore di viaggiatori, è colui che apre e chiude le strade e gli incroci, che quando balla assomiglia a un bambino dispettoso, messaggero, detiene le chiavi del destino. Nei rituali ha il privilegio di essere sempre il primo (abre el camino). È protettore di viaggiatori, strade e incroci. Cattolicizzato con sant'Antonio di Padova, i suoi colori sono il rosso e il nero. Lo strumento che lo identifica è il garabato (un bastone di legno a uncino) che usa per aprire e chiudere il cammino degli uomini.

- Obatalà: primo tra gli orisha. Il creatore della terra. Divinità pura per eccellenza, ama la pace ed è misericordioso. È il dio della testa, del pensiero e dei sogni. Cattolicizzato come la vergine "de la mercedes", il suo colore è il bianco. Viene spesso identificato come un anziano che stenta a camminare ma può anche essere rappresentato come un giovane guerriero.

- Yemayà: madre della vita e degli altri dei. Moglie o, secondo le versioni, figlia di Obatalà. Dea dell'acqua salata e quindi del mare come fonte primordiale di vita. Protettrice delle partorienti, di pescatori e marinai. Corrisponde alla vergine Maria (Nuestra Señora de la Regla, patrona della Baia dell'Avana). I suoi colori sono il bianco e l'azzurro. Spesso raffigurata come una sirena ed è associata alla luna, all'acqua e ai misteri femminili.

- Changò o Shangò: dio della virilità, della mascolinità, del fuoco, di fulmini e tuoni, della guerra, della danza e della musica in particolare dei tamburi. Quarto re yoruba del regno oyo. Innumerevoli le sue avventure amorose e i litigi con i rivali. Le sue presunte mogli o amanti sono almeno tre: Ochun (vedi sotto), Oyá (dea guerriera del vento e guardiana del cimitero, moglie di Oggùn che per questo è rivale e nemico di Changò), e Obba (unica moglie ed eterna innamorata di Changò che per lui si tagliò un orecchio), ma è certo che è stato con tutte le donne del panteon yoruba. Figlio di Agallu e Baba. Il santo cattolico è come per Obatalà stranamente femminile ed è santa Barbara. I suoi colori sono il bianco e il rosso. Indossa una corona che lo identifica. Porta uno scudo, una spada e una scure.

- Ochùn o Oshùn: il corrispettivo femminile di Changò (di cui è amante). Dea dell'amore, della bellezza, della femminilità e dei fiumi. Un po' "coquette" protetta da Elegguà e Yemayà. Cattolicizzata come la vergine "de la Caridad del Cobre" (patrona di Cuba). Il suo colore è il giallo, l'oro.

- Orula: la divinazione personificata, principale benefattore del genere umano perché gli svela il futuro e lo consiglia. Pure figlio di Yemayà, ma da un rapporto incestuoso con il figlio. A seconda delle diverse versioni può essere identificato nel cattolicesimo come san Francesco d'Assisi o come Gesù Cristo. I suoi colori sono il giallo e il verde.

- Babalú Ayé: dio guaritore di numerose malattie veneree, della pelle, della lebbra, del colera, delle infermità in genere, ecc. Per questo è dunque associato a san Lazzaro. Il suo colore è porpora vescovile. Questo in Africa era il santo principale e più venerato, all'Avana esiste un santuario in suo onore (Rincon), dove si recano ogni anno il 17 dicembre migliaia di infermi.

- Ogun: un montanaro solitario e irascibile, dio del ferro (san Pietro), salvato dall'ira di Obatalà da Elegguà e protetto dal fratello maggiore Changò. I colori sono verde e nero (in alcune rappresentazioni anche con il rosso). Orisha fabbro, forgiatore di metalli e mentore di tutti coloro che con i metalli hanno a che fare, soldati e armigeri compresi. Per estensione di culto viene anche associato alla guerra e alla violenza, in associazione-antitesi a Changò, del quale è anche rivale in amore per essere stato, secondo un'antica patakì (leggenda), sedotto e poi abbandonato dall'avvenente Oshùn, la quale usò le sue grazie al solo scopo di riportarlo verso gli uomini, dai quali si era distaccato per disgusto. Oggùn è un orisha temuto per il suo carattere poco socievole e per la potenza delle sue armi, anche se non viene annoverato tra le entità malefiche. Vive nelle foreste usando un machete per uccidere gli animali e per spianarsi la strada. Egli è solo l'archetipo delle manifestazioni violente insite nella natura umana. Il sincretismo con la religione cattolica lo associa a san Pietro, forse a causa di alcune manifestazioni di irruenza da parte del padre della Chiesa.

Queste alcune delle divinità maggiori della santeria. Ce ne sono poi un'infinità di minori. Naturalmente non ci sono delle regole univoche su nomi, attributi e leggende (patakkìn di tradizione orale catalogate solo nel XX secolo). I rituali variano a seconda delle scuole liturgiche (reglas). Spesso le divinità si confondono e il discorso sul fenomeno del sincretismo con la religione cattolica merita un capitolo a sé. È un tentativo del Cattolicesimo di integrare la Santeria, o un'astuzia degli schiavi che venerando i santi cattolici evitavano angherie e persecuzioni? È questo un dibattito trattato da antropologi e storici come Sixto Gaetan Agüero e Kali Argyriadis.

## Sistemi di divinazione
I sistemi di divinazione sono quattro:
- Diloggún: Utilizza la conchiglia, che anticamente in Africa veniva usata come moneta. Il santero lancia 16 conchiglie, in alcuni casi "leggendone" solo 12. L'interpretazione e il responso viene fatta in base al numero di conchiglie cadute con la parte concava in alto e mediante una successione di lanci.
- Biague: Necessita del cocco, che viene usato come offerta rituale donata agli orisha e in onore degli antenati. Si lanciano in aria quattro parti di cocco e il responso viene determinato a seconda della posizione, lato cavo o lato convesso, che assumono sul pavimento.
- Ekuelé: Utilizza uno strumento particolare, una catena formata da otto parti. La catena viene lanciata in aria e a seconda di come sono posizionati i pezzi si può interpretare il responso della divinazione, che è arricchito da una serie di proverbi e racconti, inerenti al problema affrontato.
- Tablero de Ifá: Richiede lo spargimento di una polvere bianca magica ricavata da una zanna di elefante su un tavolo particolare i cui quattro lati sono abbinati ad altrettante divinità. Il babalawo, il sacerdote incaricato della divinazione, in funzione di quanti semi di kola (ikines) rimangono nella sua mano sinistra (1 o 2 su 16) traccia dei segni sul tablero, ottenendo la stessa combinazione dell'ekuelé.